# Гилберт де Клер, 4-й граф Хартфорд
Гилберт (Жильбер) де Клер (англ. Gilbert de Clare; ок. 1180 — 25 октября 1230) — 4/5-й граф Хартфорд и 7-й барон Клер с 1217, 1/5-й граф Глостер с 1218, сын Ричарда де Клера, 3-го графа Хартфорда, и Амиции Глостерской.
Могущественный барон, Гилберт объединил в своих руках графства Хартфорд и Глостер. Он был одним из лидеров баронской оппозиции королю Иоанну Безземельному, которая пыталась провести в жизнь положения Великой хартии вольностей, позже участвовал в её утверждении. В конфликте короля Генриха III и его брата Ричарда Корнуэльского Гилберт выступал на стороне последнего.

## Биография
Гилберт родился около 1180 года. Он был единственным сыном Ричарда де Клера, владевшего богатыми владениями в Валлийской марке, и Амиции Глостерской. Кроме того, Гилберт должен был унаследовать владения своей бабушки, Мод де Сент-Хилар. Также король Ричард I Львиное Сердце утвердил за его отцом часть наследства Уолтера Жиффара, 2-го графа Бекингема, поскольку Ричард де Клер был потомком Рохезы Жиффар, сестры Уолтера Жиффара, 1-го графа Бекингема.
Впервые в источниках Гилберт появляется в июне 1202 года, когда ему были поручены владения Арфлёр и Мостревильер.
Как и его отец, Гилберт был одним из лидеров баронской оппозиции королю Иоанну Безземельному, восставшей против короны в 1215 году. Вместе с отцом Гилберт вошёл в число 25 уполномоченных, выбранных 9 ноября 2015 года для проведения в жизнь положений Великой хартии вольностей. Но Иоанн, которого заставили подписать Хартию, не желал её соблюдать, поэтому бароны провозгласили королём Людовика, наследника французского короля Филиппа II Августа. Однако после смерти Иоанна 19 октября 1216 года, королём был провозглашён его малолетний сын Генрих III, регентом при нём стал Уильям Маршал, 1-й граф Пембрук. 20 мая 1217 года в битве при Линкольне армия под командованием Маршала разбила армию Людовика. При этом Гилберт, сражавшийся на стороне мятежных баронов, попал в плен к Маршалу. Вскоре был заключён мир, после чего Гилберт был освобождён и 9 октября женился на Изабелле, дочери Маршала.
8 ноября 1217 года умер отец Гилберта, Ричард, после чего он унаследовал отцовские владения и титулы графа Хартфорда и лорда Клера. А вскоре его владения ещё увеличились. Мать Гилберта, Амиция, происходила из рода Фиц-Робертов. Его родоначальником был Роберт Каенский, незаконнорожденный сын короля Генриха I Боклерка, получивший титул 1-го графа Глостера. Сын Роберта, Уильям Фиц-Роберт, 2-й граф Глостер, умер в 1183 году. Его единственный сын умер бездетным раньше отца, в результате на графство могли претендовать 3 дочери — Мабель, Амиция, мать Гилберта, и Изабелла. Первоначально титул получила Изабелла (ум. 1217), на которой женился младший брат короля Ричарда I Иоанн Безземельный. После развода с Изабеллой в 1199 году ставший королём Иоанн передал титул и относящиеся к нему владения Амори VI де Монфору, сыну Мабели Глостерской, в обмен на графство Эврё. Но после смерти бездетного Амори титул графини Глостерской был признан за Амицией. А после смерти Изабеллы в 1217 году Амиция стала бесспорной графиней Глостер. А в 1218 году титул графа Глостера получил и её сын Гилберт.
В 1225 году Гилберт присутствовал при утверждении Великой хартии вольностей в Вестминстере. А в 1227 году во время ссоры короля Генриха III и его брата Ричарда Корнуэльского Гилберт поддержал последнего.
В 1228 году Гилберт возглавлял армию в походе в Уэльс, захватив Моргана Гэма.
В 1230 году Гилберт принял участие в походе в Бретань, но на обратном пути умер в Пенроузе. Его тело доставили в Англию и похоронили в аббатстве Тьюксбери.
Наследовал Гилберту его старший сын Ричард. Вдова же, Изабелла, вышла замуж вторично — за Ричарда Корнуэльского, брата короля Генриха III.

## Семья

### Брак и дети
Жена: с 9 октября 1217 (аббатство Тьюксбери) Изабелла Маршал (9 октября 1200 — 17 января 1240), дочь Уильяма Маршала, 1-го графа Пембрука, и Изабеллы де Клер. Дети:
- Агнес де Клер
- Амиция де Клер (27 мая 1220 — 1284); 1-й муж: Болдуин де Редверс (ум. 1245), 6-й граф Девон и лорд острова Уайт; 2-й муж: после 10 января 1248 Роберт де Гин (ум. после 17 марта 1261)
- Ричард де Клер (4 августа 1222 — 15 июля 1262), 5/6-й граф Хартфорд, 2/5 граф Глостер и 8-й лорд Клер с 1230
- Изабелла де Клер[англ.] (2 ноября 1226 — после 10 июля 1264); муж: с 12 мая 1240 сэр Роберт (VI) де Брюс (1210 — 31 марта 1295), 5-й лорд Анадейл
- Уильям де Клер (1228 — 1258)
- Жильбер де Клер (1229 — ?), монах.

После смерти Гилберта Изабелла 30 марта 1231 года вышла замуж вторично. Её мужем стал Ричард Английский (5 января 1209 — 2 апреля 1272), 1-й граф Корнуолл с 1227, римский король с 1257